# Jyotirmoyee Sikdar
Jyotirmoyee Sikdar, en indisk politiker (CPI (M)) och ledamot av Lok Sabha för valkretsen Krishnagar i Västbengalen från 2004. Sikdar var tidigare en framgångsrik friidrottare, och vann guld på 800 m och 1500 m vid 1998 års Asiatiska spel.